# Mama Diawara
Pour les articles homonymes, voir Diawara.
Mama Diawara est une joueuse sénégalaise de basket-ball.

## Carrière
Mama Diawara évolue en équipe du Sénégal dans les années 1970 et 1980, comme sa sœur Coumba Dickel Diawara et remporte notamment le Championnat d'Afrique féminin de basket-ball 1981 et la médaille d'argent du Championnat d'Afrique féminin de basket-ball 1983. 
En décembre 2020, elle est élue présidente de l'AS Bopp Basket Club, où elle a remporté la Coupe d'Afrique des clubs champions en 1985.